# Barra antintrusione
Una barra antintrusione è un dispositivo di sicurezza passiva, installato nella maggior parte delle automobili e di altri veicoli terrestri, che ha il compito di proteggere i passeggeri dagli impatti laterali.
Gli urti laterali sono particolarmente pericolosi per due motivi:
- in caso di urto laterale, il punto dell'impatto è molto vicino al passeggero, che può quindi essere immediatamente raggiunto dal veicolo che urta;
- in molti incidenti con impatto laterale, il veicolo che urta può essere più grande, più alto, più pesante o strutturalmente più rigido del veicolo colpito.

## Storia
Sistemi per contrastare le collisioni con impatto laterale furono progettati già nel 1969 dalla General Motors.
Nel 1975 Ford ottenne un brevetto per la tecnologia delle barre laterali.
All'inizio degli anni '90 la Volvo ha introdotto il sistema di protezione dagli impatti laterali per le sue auto delle serie 700, 800 e 900.

## Descrizione
Le barre antintrusione si estendono normalmente per tutta la lunghezza della portiera. I profili della barra sono tipicamente aperti o chiusi, solitamente di forma tubolare con sezione trasversale rotonda.
Sono tradizionalmente realizzate mediante processi di stampaggio o idroformatura, a partire da acciai ad alta resistenza. Alcuni studi indicano che l'acciaio inossidabile 304 potrebbe essere una scelta migliore, a causa del suo campo plastico più ampio e di una maggiore quantità di energia potenzialmente assorbita prima della frattura. Nella letteratura scientifica e tecnica sono state proposte anche alcune combinazioni di materiali non convenzionali, ad esempio basati su tubi riempiti di schiuma metallica o materiali compositi.